# 1916 в авіації
Основна стаття: Авіація.

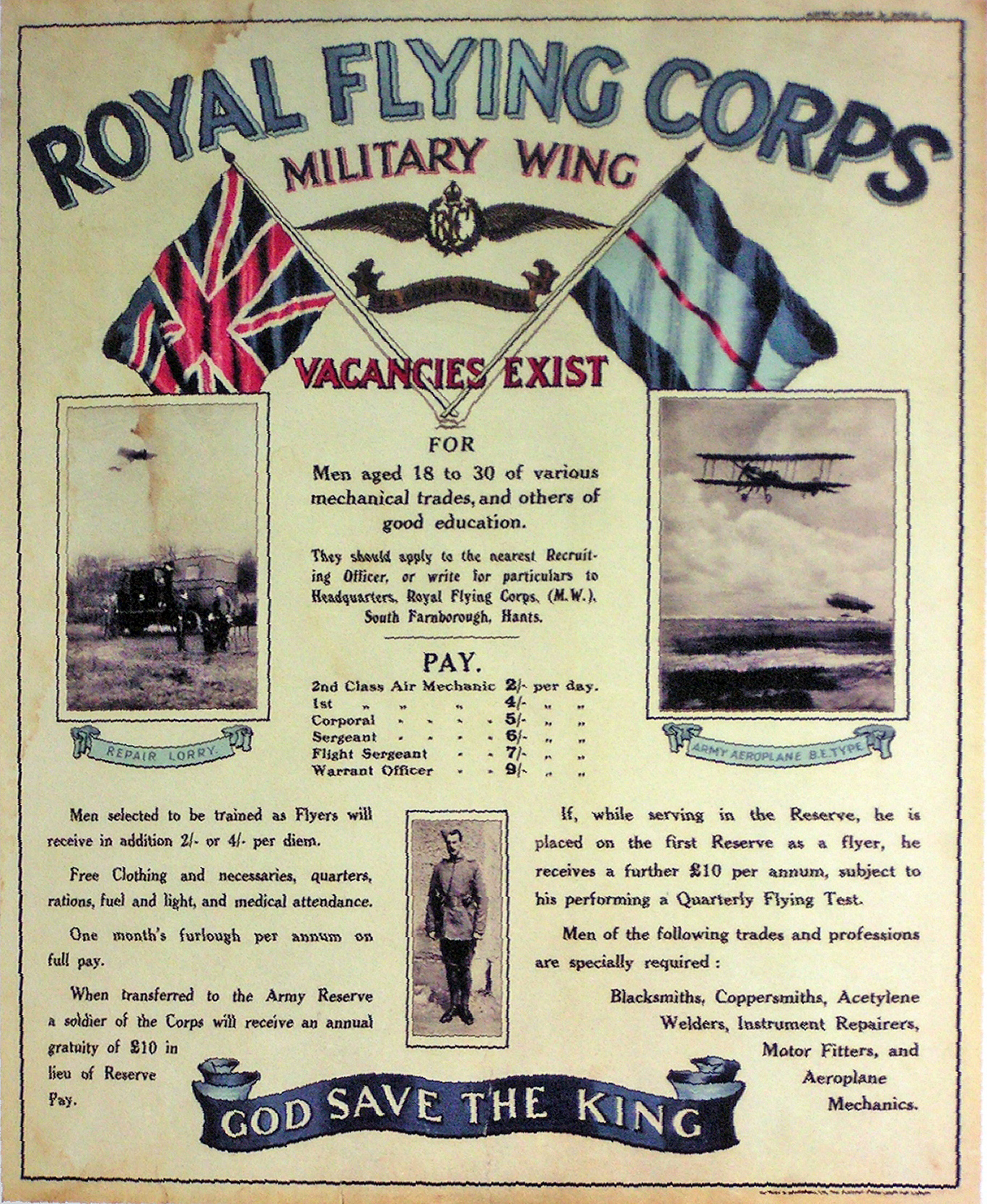
Вербувальний плакат Королівського льотного корпусу

Хронологічний список подій у авіації за 1916 рік.

## Події
- 13 січня — американські компанії «Curtiss Aeroplane Company», «Curtiss Motor Company», «Curtiss Engineering Company» та «Burgess and Curtis» злилися, щоб заснувати авіабудівну компанію «Curtiss Aeroplane and Motor Company».
- 21 березня — засновано авіацію берегової охорони США.
- 15 липня — Вільямом Боїнгом засновано компанію «Pacific Aero Products» у Сіетлі. У 1917 вона буде перейменована в компанію «Boeing Commercial Airplanes».
- 23 серпня — ВМС Бразилії створюють школу морської авіації.
- вересень — американські компанії «Wright Company» та «Glenn L. Martin Company», об'єднуються в корпорацію «Wright-Martin».
- 16 листопада — британський промисловець Самуель Варінг (англ. Samuel Waring, 1st Baron Waring), створює компанію «Nieuport & General Aircraft» у Крікленвуді (англ. Cricklewood).

Логотип  Curtiss
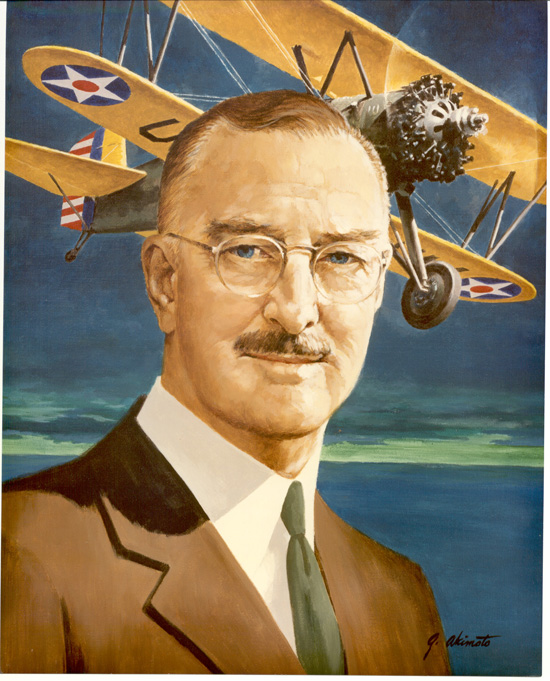
Вільям Боїнг, засновник однойменной компанії

### В межах Першої світової війни
- 12 січня — німецькі аси Макс Іммельманн та Освальд Болке — перші льотчики нагороджені орденом Pour le Mérite.
- 29 січня — другий і останній рейд Цепелінів на Париж.
- 18 березня — німецький ас Ернст Удет здобуває першу повітряну перемогу.
- 1 квітня — над Лондоном, вогнем ППО, вперше збито німецький дирижабль — L15 (LZ-48).
- 15 квітня — британські літаки доставляють 13 тонн вантажу у Ель-Кут, що перебуває у турецькій облозі. Це перше масоване використання військових літаків у якості транспортної авіації.
- 20 квітня — створено «Ескадрилью Лафайєт» (англ. Lafayette Escadrille) — винищувальна ескадрилья, підрозділ французьких ВПС, складалася, в основному, з американських льотчиків-добровольців.
- 1 липня — розпочалася Битва на Соммі. За п'ять місяців, британці втратили 782 літака та 576 льотчиків, проте зберегли перевагу над полем бою.
- серпень — Імперські військово-повітряні сили Німеччини (нім. Deutsche Luftstreitkräfte), створюють першу ескадрилью винищувачів, або (нім. Jagdstaffeln).
- 6 серпня — французький ас Рене Поль Фонк отримує свою першу підтверджену перемогу.
- 15 вересня — два австро-угорських літаючих човни Lohner потопили два підводних човна — британський B10 та французький Foucault.
- 28 вересня — створено німецьку винищувальну ескадрилью Jasta 9 (нім. Jagdstaffel 9).
- 18 жовтня — італійський ас П'єр Руггеро Піччіо (італ. Pier Ruggero Piccio) здобуває свою першу повітряну перемогу, збивши аеростат спостереження.
- 28 листопада — перше бомбардування середмістя Лондона німецьким літаком LVG C.IV, що скидає шість бомб біля вокзалу Вікторії.
- 14 грудня — створено німецьку винищувальну ескадрилью Jasta 26 (нім. Jagdstaffel 26).

## Перший політ
- 9 січня — Григорович М-9, російський біплан конструкції Дмитра Григоровича, літаючий човен — подальшій розвиток М-5.
- січень — Siemens-Schuckert R.IV, німецький бомбардувальник.
- 9 лютого — Sopwith Pup, британський одномісний біплан-винищувач.
- березень — Gotha G.II, німецький далекій бомбардувальник.
- квітень — SPAD S.VII, французький одномісний біплан-винищувач.
- 28 травня — Sopwith Triplane, британський одномісний триплан-винищувач.
- травень
  - Avro 523 Pike, прототип британського багатоцільового літака.
  - Armstrong Whitworth F.K.8, британський двомісний біплан бомбардувальник та розвідник.
- 15 червня — Boeing Model 1, американський біплан, поплавковий гідролітак — перша розробка компанії «Boeing».
- 16 червня — Port Victoria P.V.2, британський прототип поплавкового гідролітака винищувача.
- 17 червня — Royal Aircraft Factory R.E.8, британський двомісний біплан бомбардувальник та розвідник.
- 25 липня — Анатра Анасаль, літак-розвідник розробки одеського заводу аеропланів «Анатра».
- липень — Felixstowe F.2, британський літаючий човен.
- серпень
  - Airco DH.4, британський двомісний біплан-бомбардувальник.
  - Airco DH.5, британський біплан-винищувач.
- 9 вересня — Bristol F.2A, британський двомісним біплан винищувач і розвідник.
- 12 вересня — Hewitt-Sperry Automatic Airplane, безпілотний літак-снаряд, розроблений на замовлення ВМФ США
- 25 жовтня — Bristol F.2B Fighter, британський двомісним біплан винищувач і розвідник.
- 21 листопада — Breguet 14, французький біплан бомбардувальник і розвідувальний літак.
- 22 листопада — Royal Aircraft Factory S.E.5, британський одномісний біплан винищувач.
- 27 листопада — британський дирижабль R, 9.
- 10 грудня — Avro 528, британський біплан бомбардувальник.
- 24 грудня — Sopwith Camel, британський біплан винищувач.

#### Без точної дати
- Gotha G.IV, важкий бомбардувальник періоду Першої світової війни.

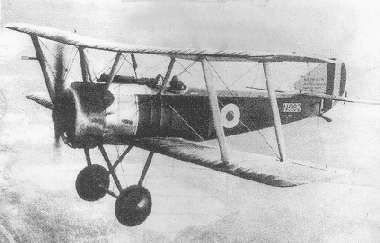
Sopwith Pup
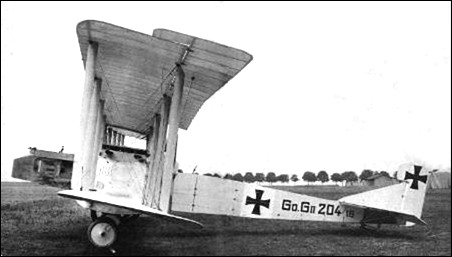
Gotha G.II
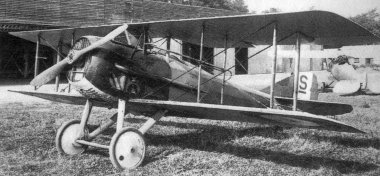
SPAD S.VII
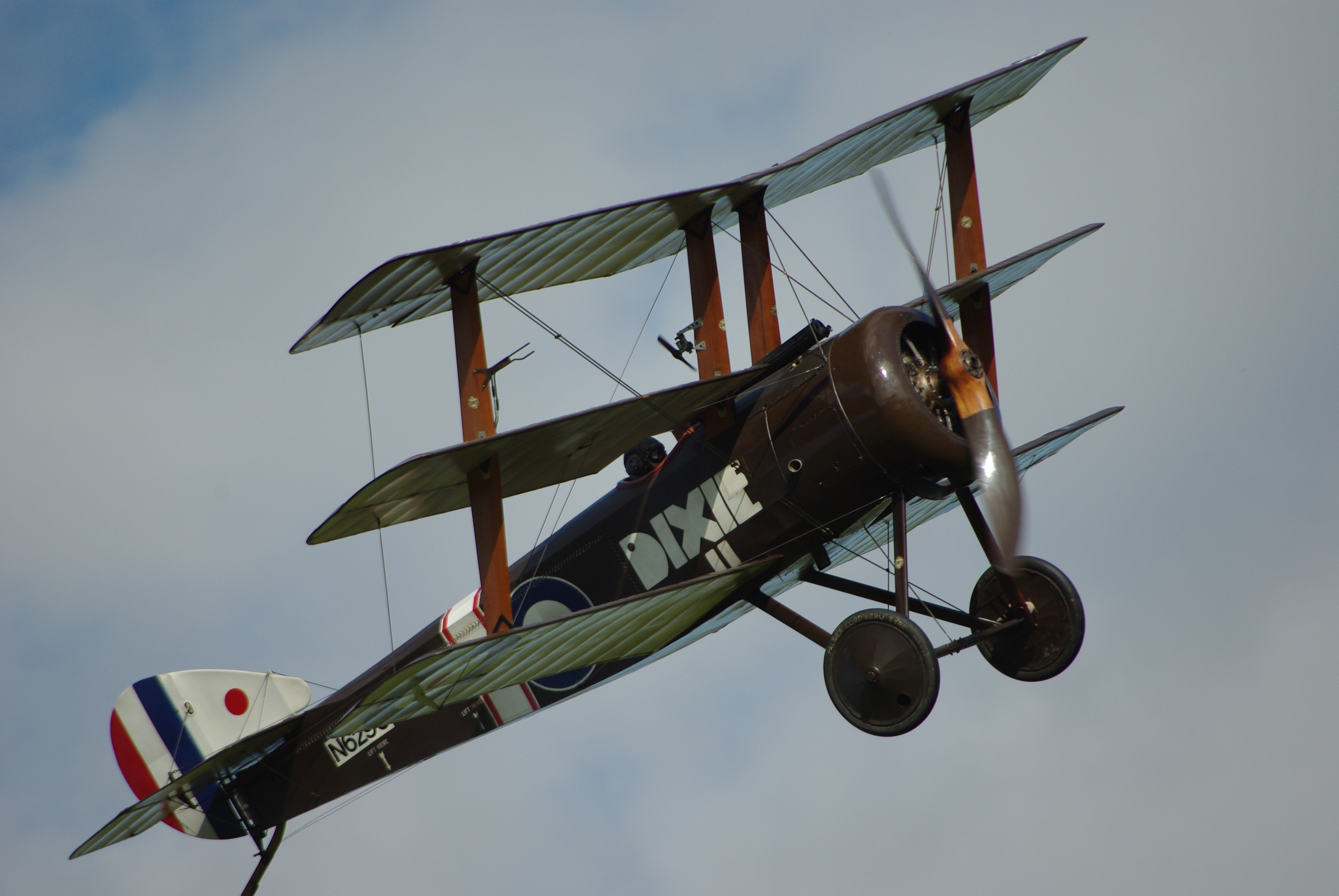
Sopwith Triplane
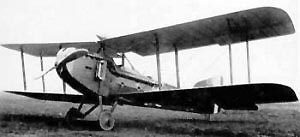
Armstrong Whitworth F.K.8
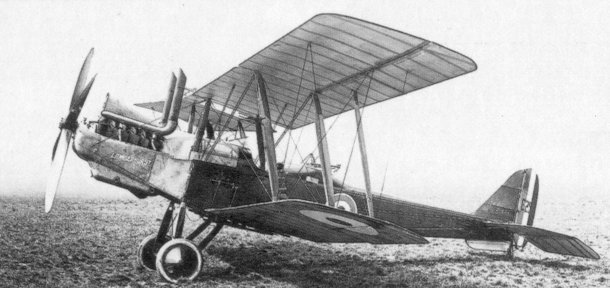
Royal Aircraft Factory R.E.8
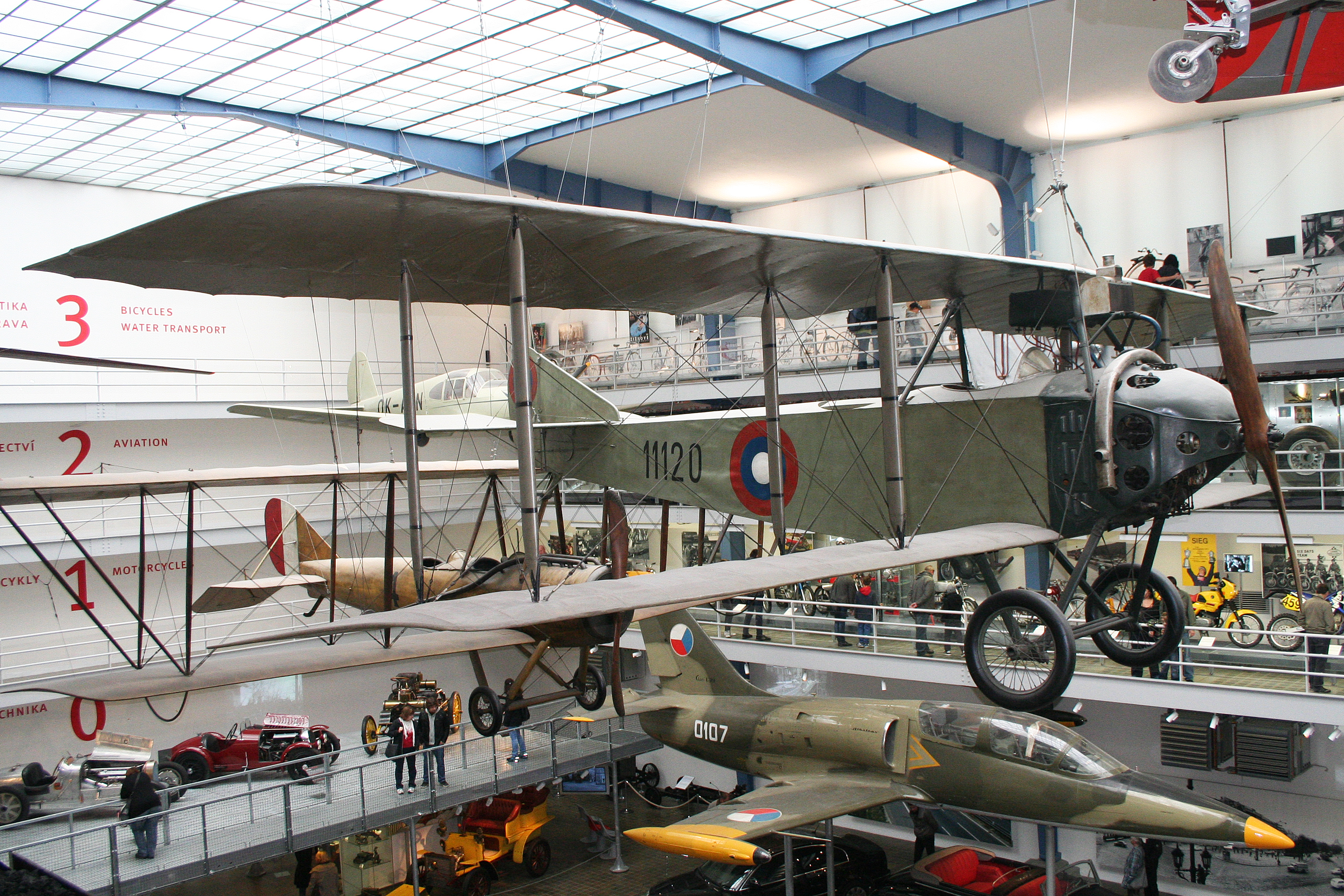
Анатра Анасаль
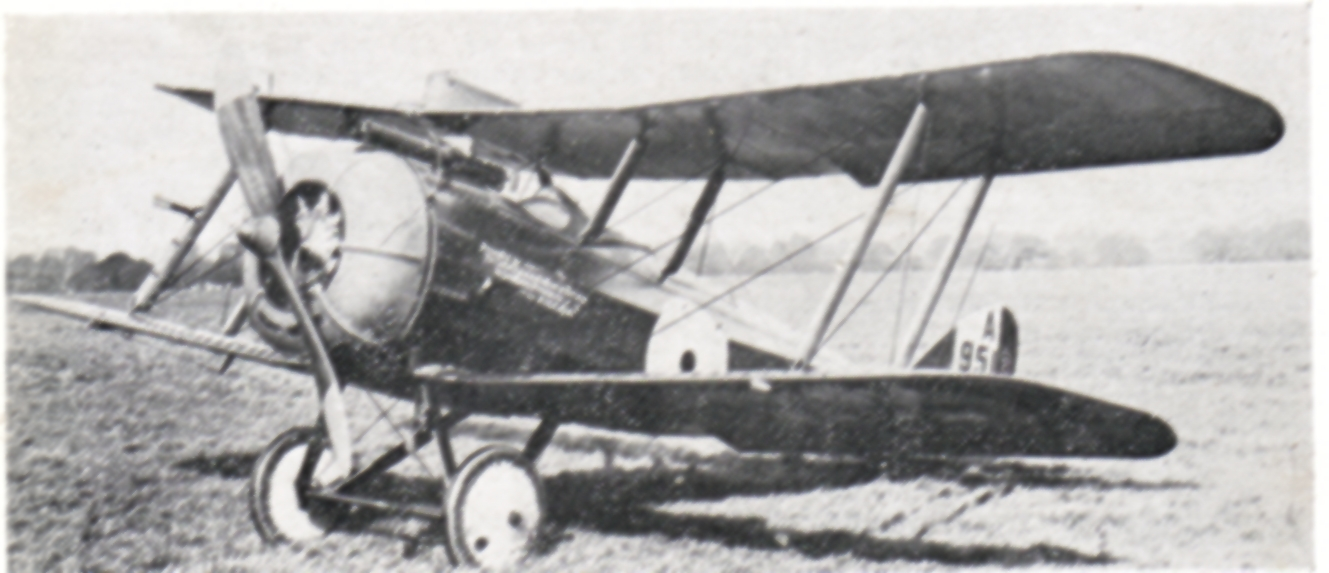
Airco DH.5
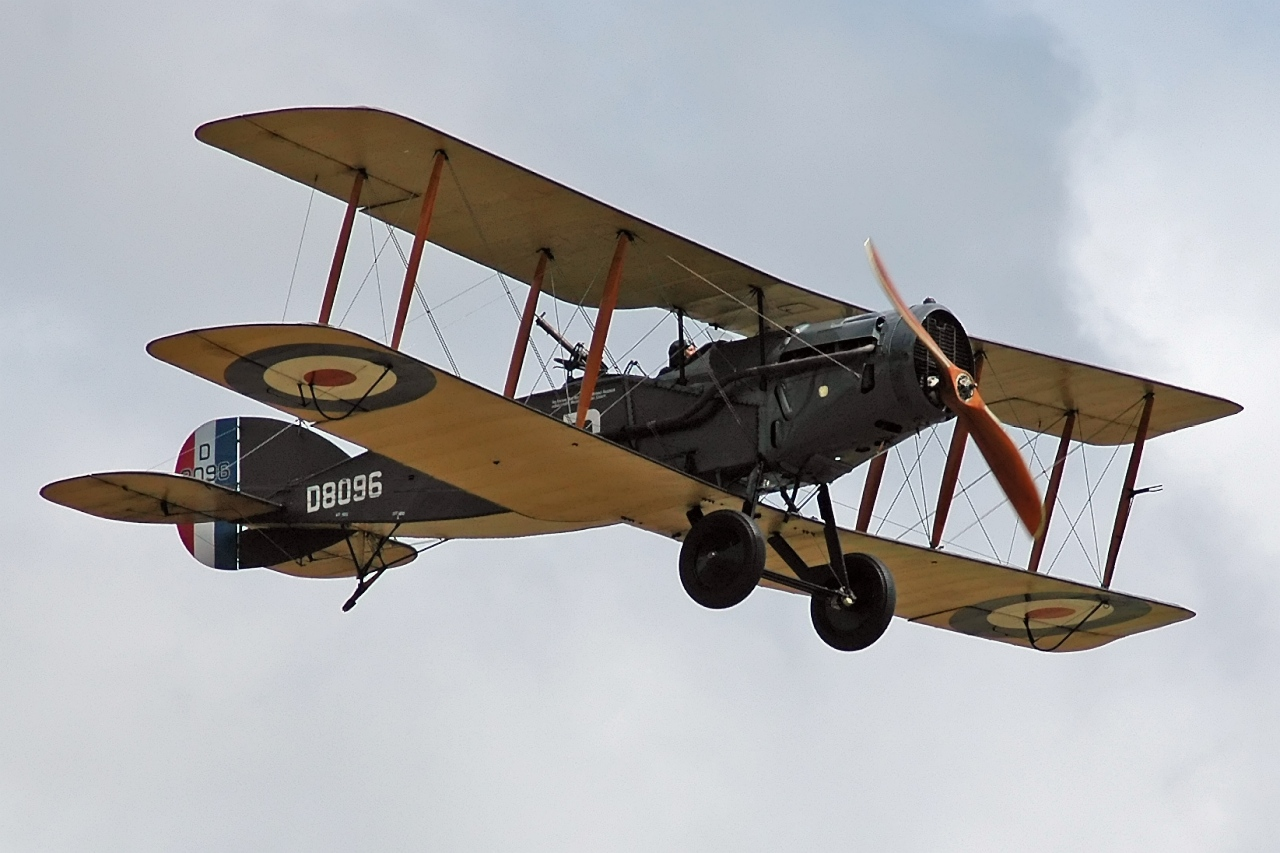
Bristol F.2B
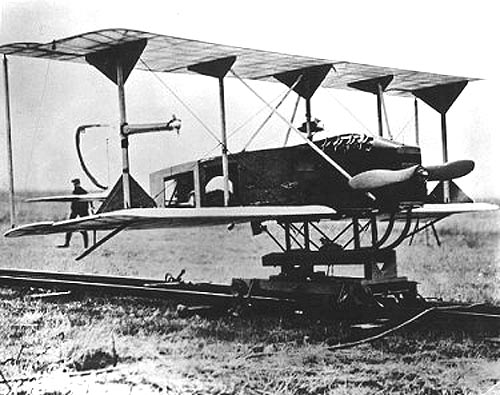
Hewitt-Sperry Automatic Airplane
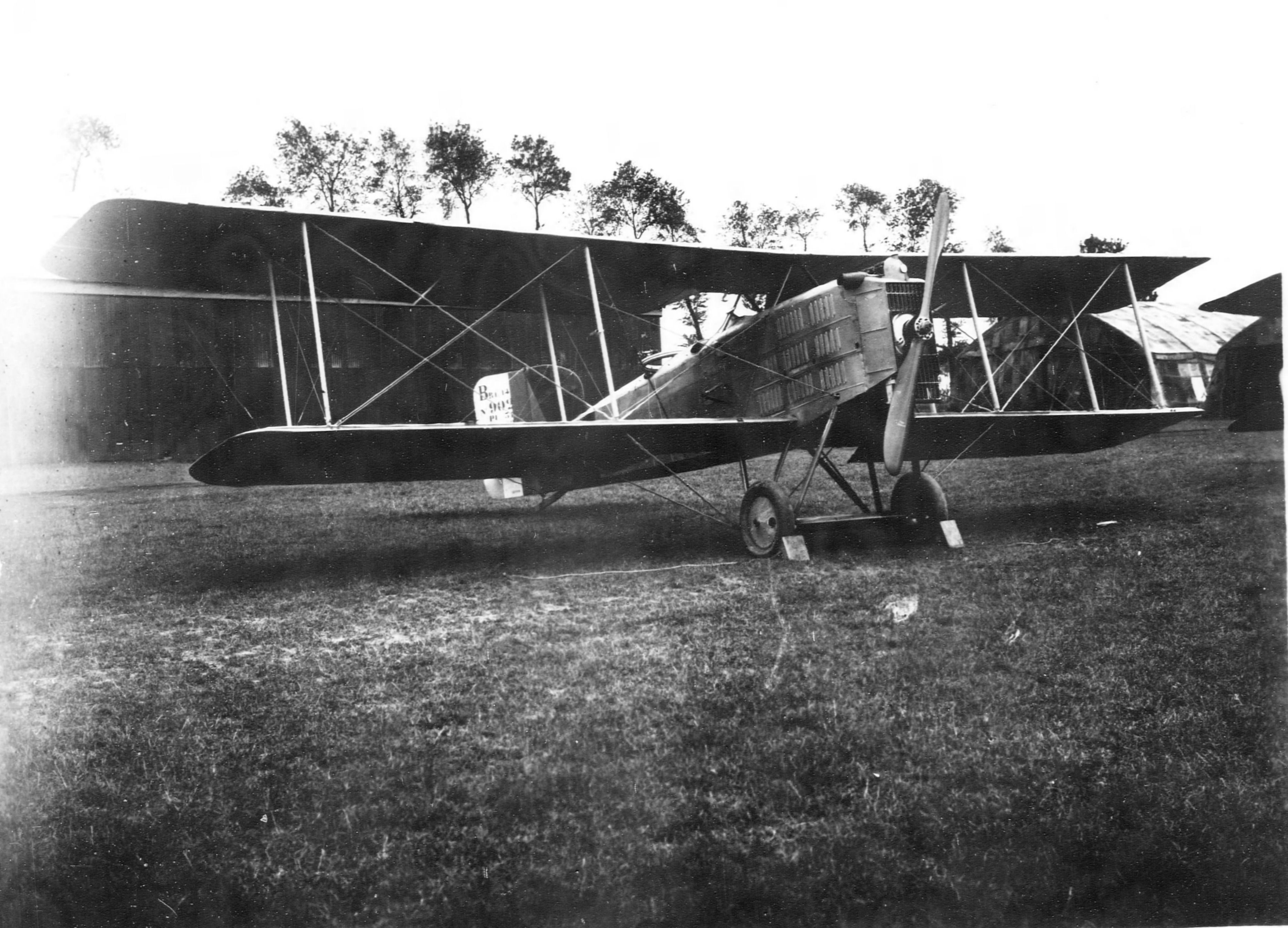
Breguet 14
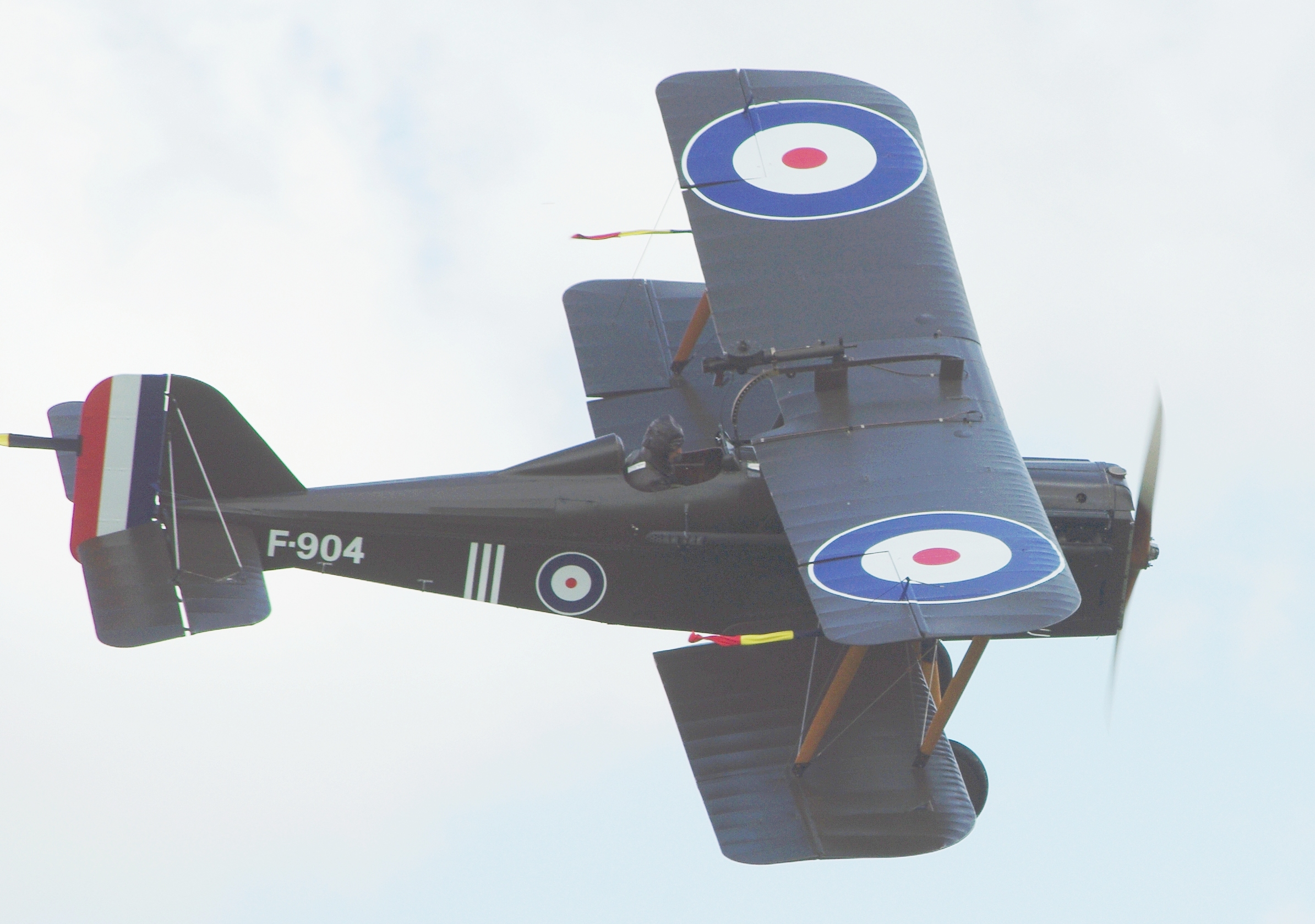
Royal Aircraft Factory S.E.5
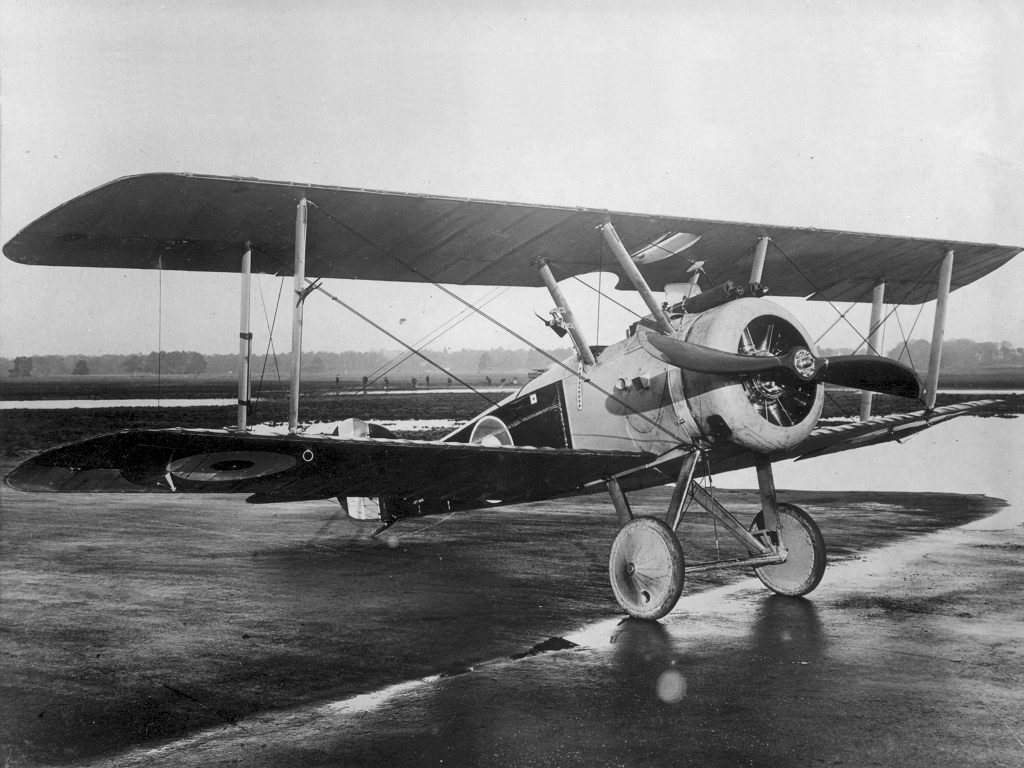
Sopwith Camel
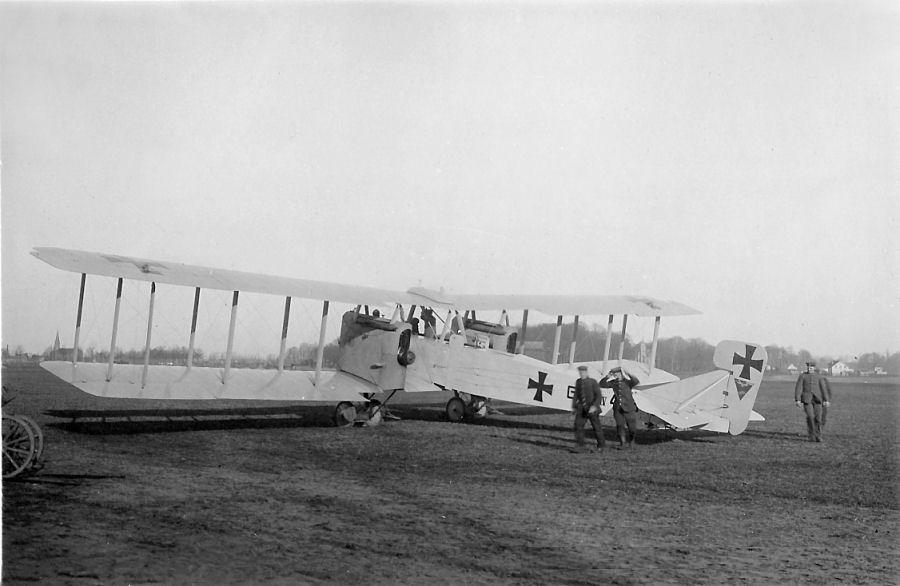
Gotha G.IV

## Прийнято на озброєння (розпочато експлуатацію)

### Літаки
- 29 січня — Siemens-Schuckert R.IV, німецький бомбардувальник.
- лютий
  - Airco DH.2, британський біплан винищувач.
  - Gotha G.I, німецький важкий бомбардувальник.
- квітень
  - Siemens-Schuckert Forssman, німецький бомбардувальник.
  - Sopwith 1½ Strutter, британський двомісний багатоцільовий біплан.
- 20 липня — Siemens-Schuckert R.VI, німецький бомбардувальник.
- 13 серпня — Siemens-Schuckert R.V, німецький бомбардувальник.
- серпень
  - Gotha G.II, німецький далекій бомбардувальник.
  - SPAD S.VII, британський біплан винищувач.
- листопад — Sopwith Triplane, британський одномісний триплан-винищувач.
- 24 грудня — Sopwith Pup, британський одномісний біплан-винищувач.

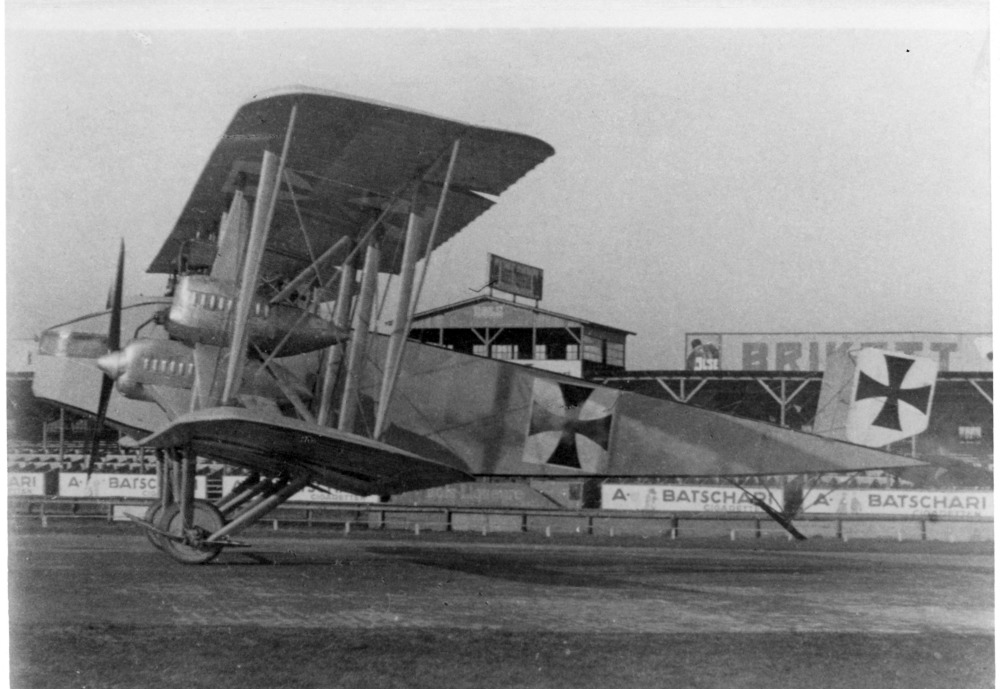
Siemens-Schuckert Forssman
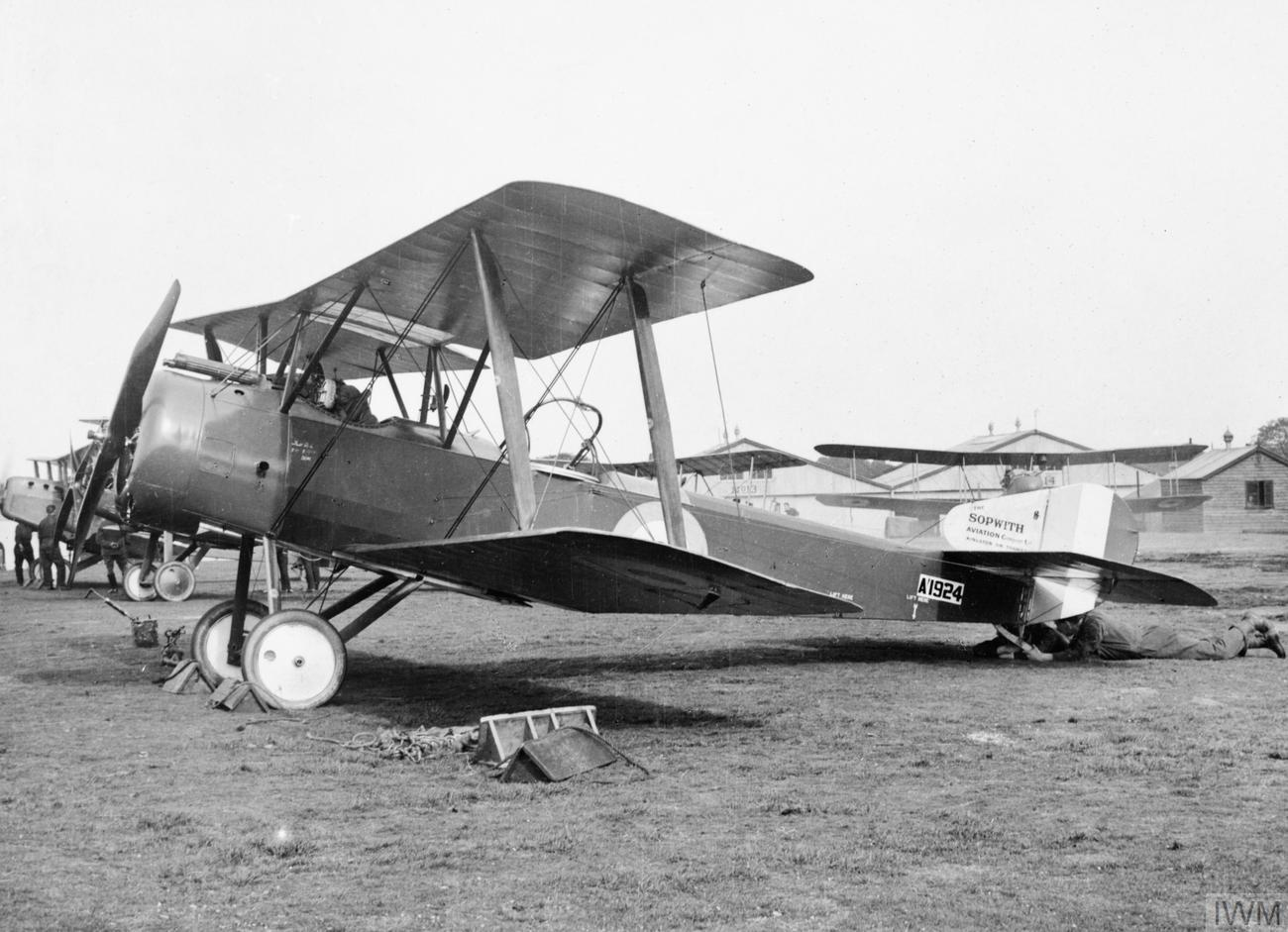
Sopwith 1½ Strutter
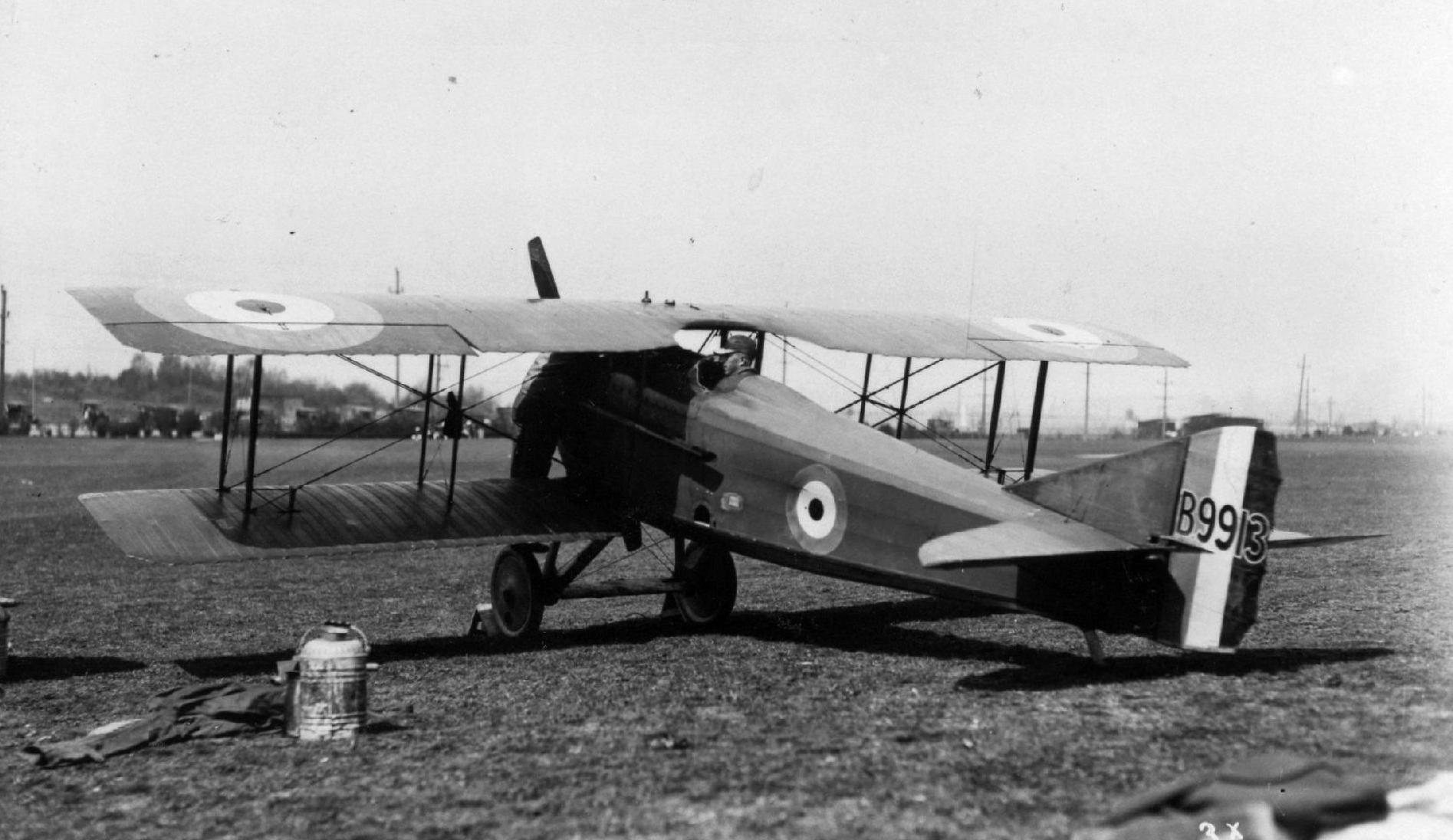
SPAD S.VII

### Авіаційні мотори, агрегати, прибори, винаходи тощо

#### Без точної дати
- «Дека» М-100, поршневий, шестициліндровий, однорядний двигун, водяного охолодження.

«Дека» М-100

## Авіаційні рекорди
- вересень — лейтенант Ян Нагурський першим у світі зробив на літаючому човні М-9 авіаконструктора Д. П. Григоровича дві «мертві петлі» поспіль.
- 19 листопада — Рут Лоу Олівер (англ. Ruth Law Oliver; 21 травня 1887 — 1 грудня 1970) встановлює рекорд у безпосадковому авіапереліту, подолавши відстань у 950 км між Чикаго та Нью-Йорком (попередній рекорд безпосадкового авіапереліту був 728 км)[1].

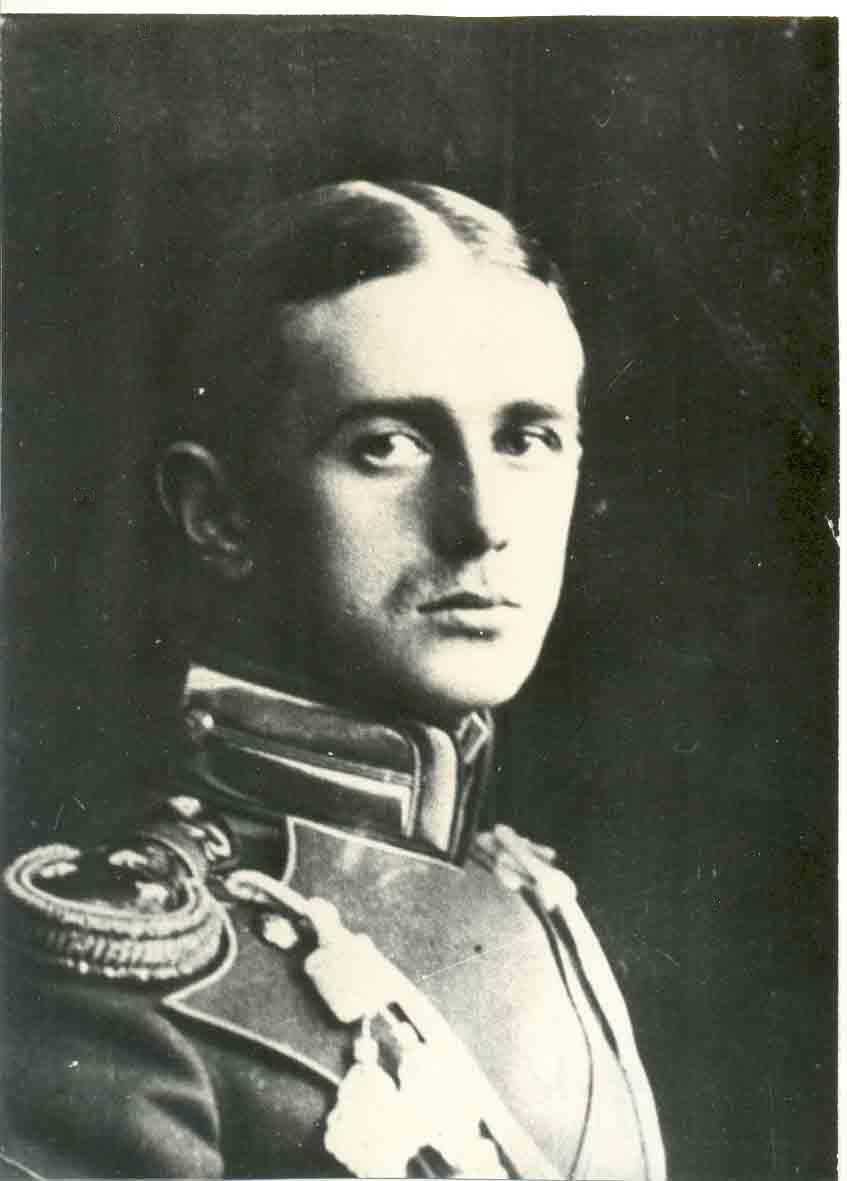
Ян Нагурський
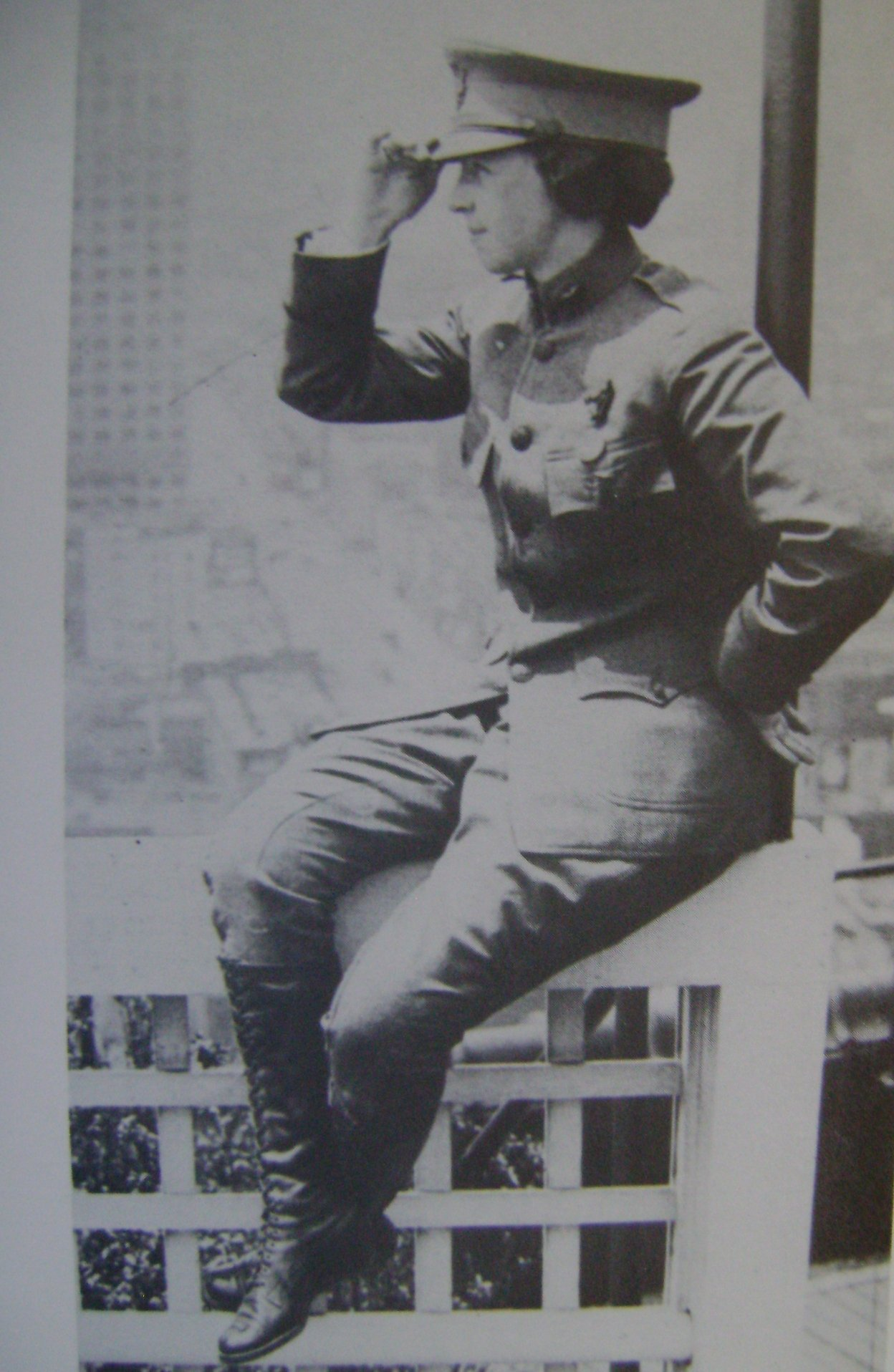
Рут Лоу Олівер

## Персоналії

### Народилися
- 19 січня — Олексій Петрович Маресьєв († 18 травня 2001), радянський військовий льотчик, Герой Радянського Союзу.
- 22 травня — Вільгельм Батц (нім. Wilhelm Batz; † 11 вересня 1988), шостий за результативністю німецький ас часів Другої світової війни, здобув 237 перемог у повітряних боях, у тому числі 234 під час німецько-радянської війни, зокрема збив 46 штурмовиків Іл-2.
- 11 червня — Адольф Глюнц (нім. Adolf Glunz; † 1 серпня 2002), німецький ас, кавалер Лицарського хреста Залізного хреста з дубовим листям (1944). Протягом Другої світової війни здійснив 574 бойових вильоти, в ході яких здобув 71 перемогу в повітряних боях, практично усі на Західному фронті.
- 2 липня — Ганс-Ульріх Рудель (нім. Hans-Ulrich Rudel; † 18 грудня 1982), один з найвідоміших бойовий льотчиків за часів Другої світової війни. За неповні чотири роки, пілотуючи, в основному, повільні та вразливі пікірувальники Ju 87 «Штука», здійснив 2530 бойових вильотів. Єдиний кавалер Лицарського хреста Залізного хреста з Золотим дубовим листям, мечами та діамантами.
- 18 липня — Сергій Олександрович Скорняков († 21 вересня 1988), радянський військовий льотчик, Герой Радянського Союзу.
- 14 серпня — Генріх цу Сайн-Вітгенштейн (нім. Heinrich Prinz zu Sayn-Wittgenstein; † 21 січня 1944), німецький ас, 3-й за результативністю пілот нічної винищувальної авіації, здобув 83 перемоги, один із 160 кавалерів Лицарського хреста Залізного хреста з дубовим листям та мечами (1944).
- 6 листопада — Лаурі Олаві Пекурі (фін. Lauri Olavi Pekuri; † 3 серпня 1999), фінський ас-винищувач.
- 27 грудня — Вернер Баумбах, німецький льотчик-бомбардувальник, особисто потопив союзних кораблів сумарною водотоннажністю більше ніж 300 000 брт, кавалер Лицарського хреста Залізного хреста з Дубовим листям та Мечами (1942).

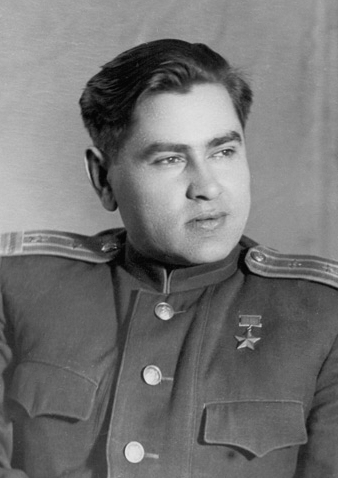
Олексій Маресьєв
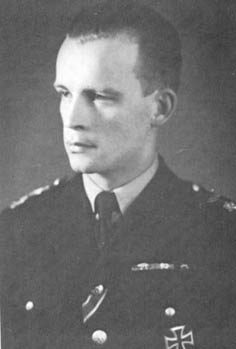
Лаурі Олаві Пекурі
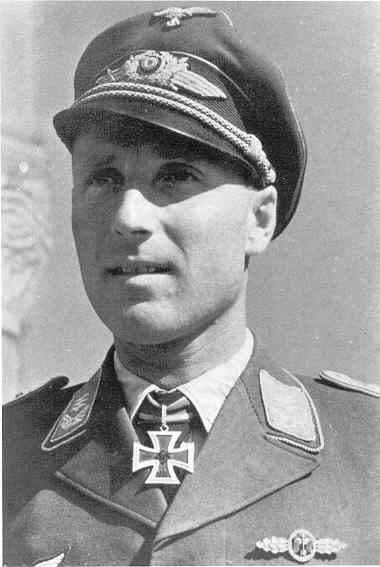
Вільгельм Батц
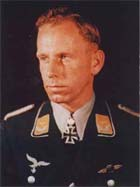
Адольф Глюнц
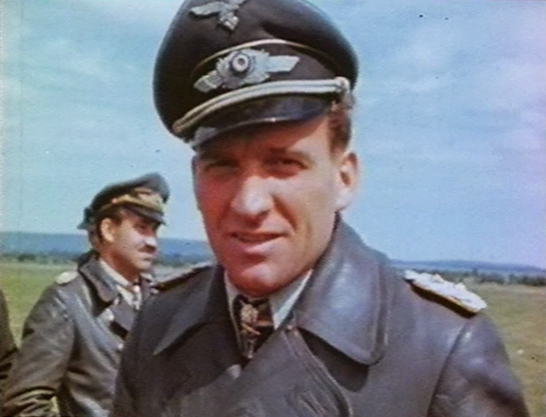
Ганс-Ульріх Рудель

### Померли
- 13 січня — Сергій Ісайович Уточкін (* 12 липня 1876), російський льотчик-випробувач, піонер і пропагандист авіації, спортсмен.
- 15 травня — Лідія Віссаріонівна Звєрєва (* 1890), перша дипломована російська жінка-пілот.
- 9 червня — Річард К. Сауфлі (англ. Richard C. Saufley; * 1 вересня 1884), американський піонер морської авіації.
- 18 червня — Макс Іммельманн (нім. Max Immelmann; * 21 вересня 1890), німецький військовий льотчик, один з засновників вищого пілотажу і повітряного бою, здобув десять перемог.
- 23 вересня — Кіффін Роквелл (англ. Kiffin Rockwell; * 20 вересня 1892), американський військовий льотчик, загинув у повітряному бою над Францією.
- 28 жовтня — Освальд Болке (нім. Oswald Boelcke; * 19 травня 1891), німецький ас і тактик, автор основних правил повітряного бою, один з перших асів в історії світової авіації, здобув сорок повітряних перемог.
- 23 листопада — Лано Джордж Хоукер (англ. Lanoe George Hawker; * 30 грудня 1890), британський військовий льотчик, здобув сім повітряних перемог. Хоукер став 11-ю перемогою Манфред а фон Рихтхофена.

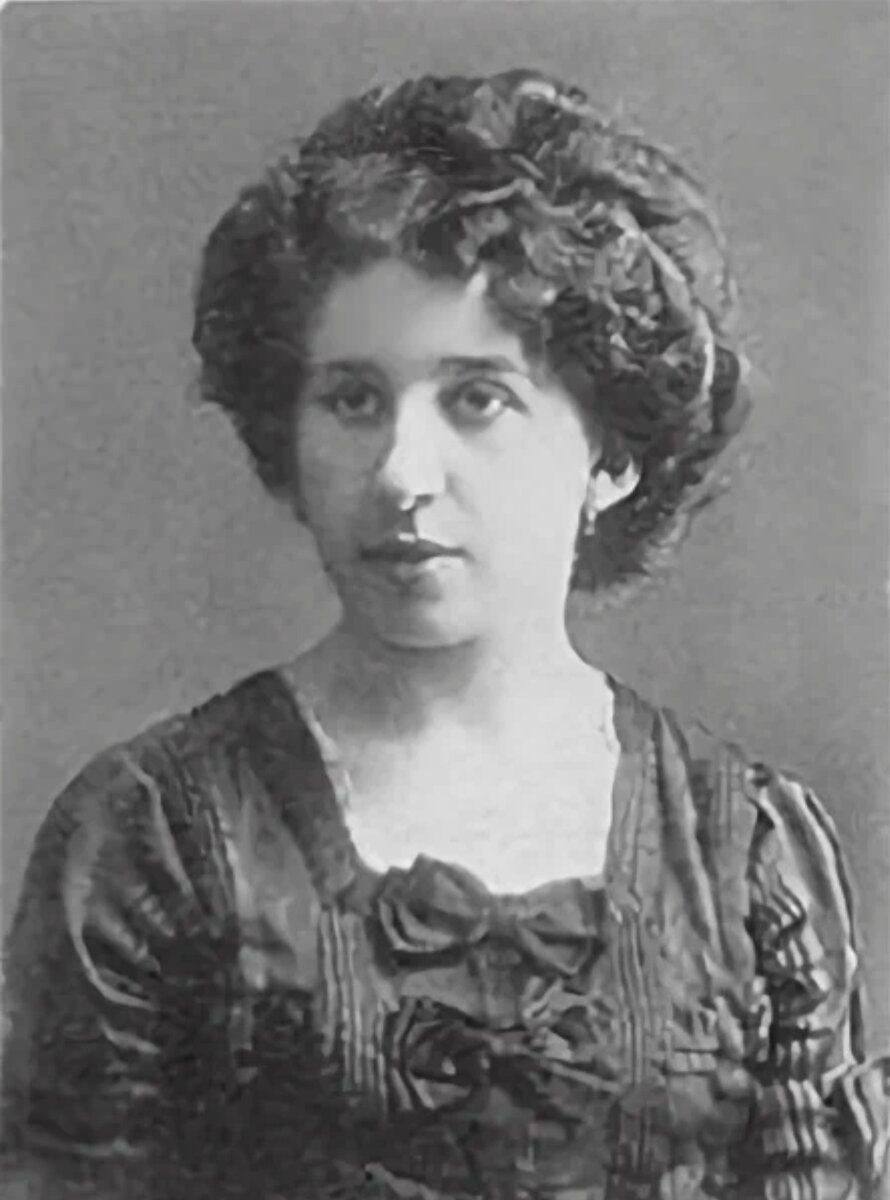
Лідія Звєрєва
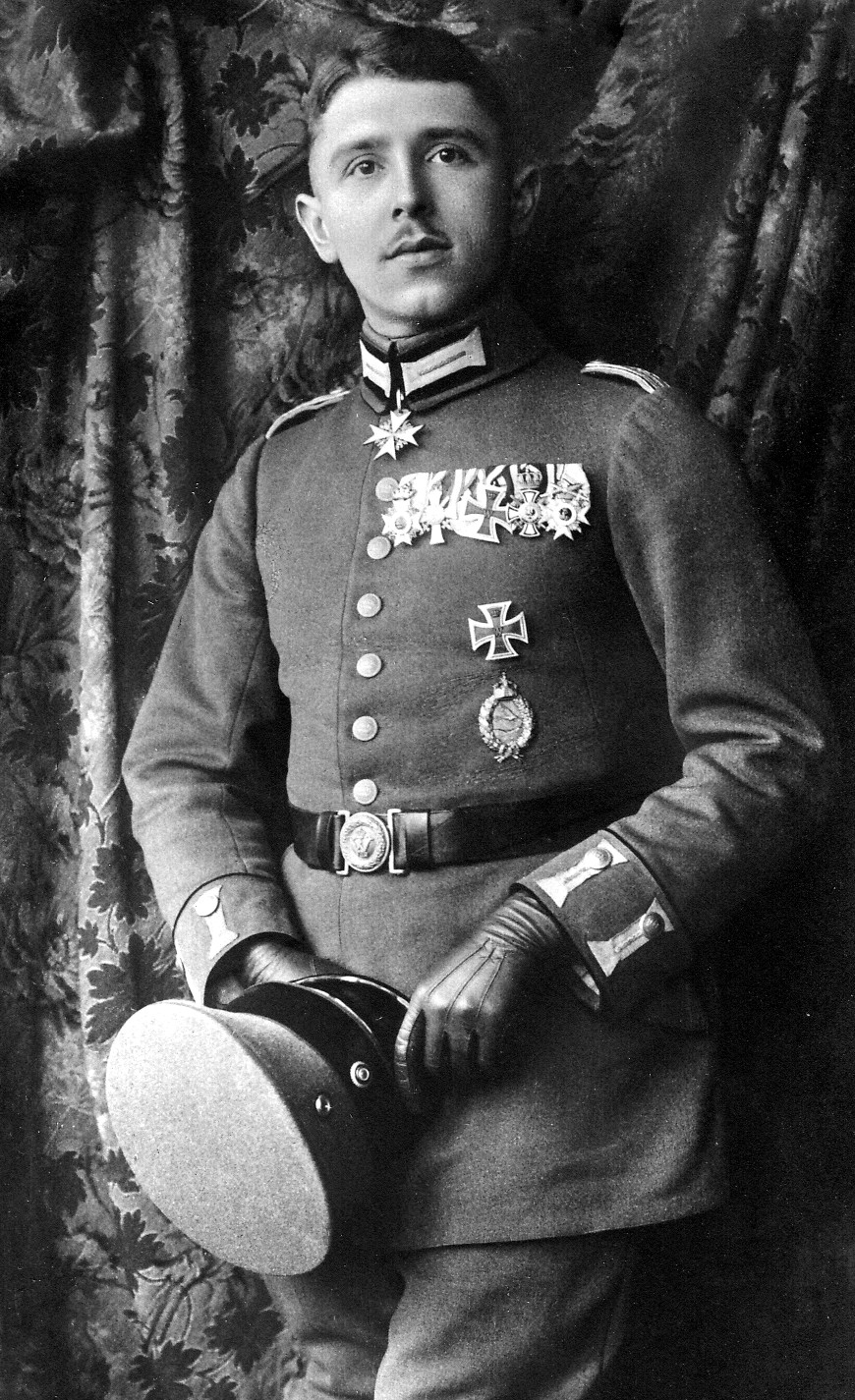
Макс Іммельманн
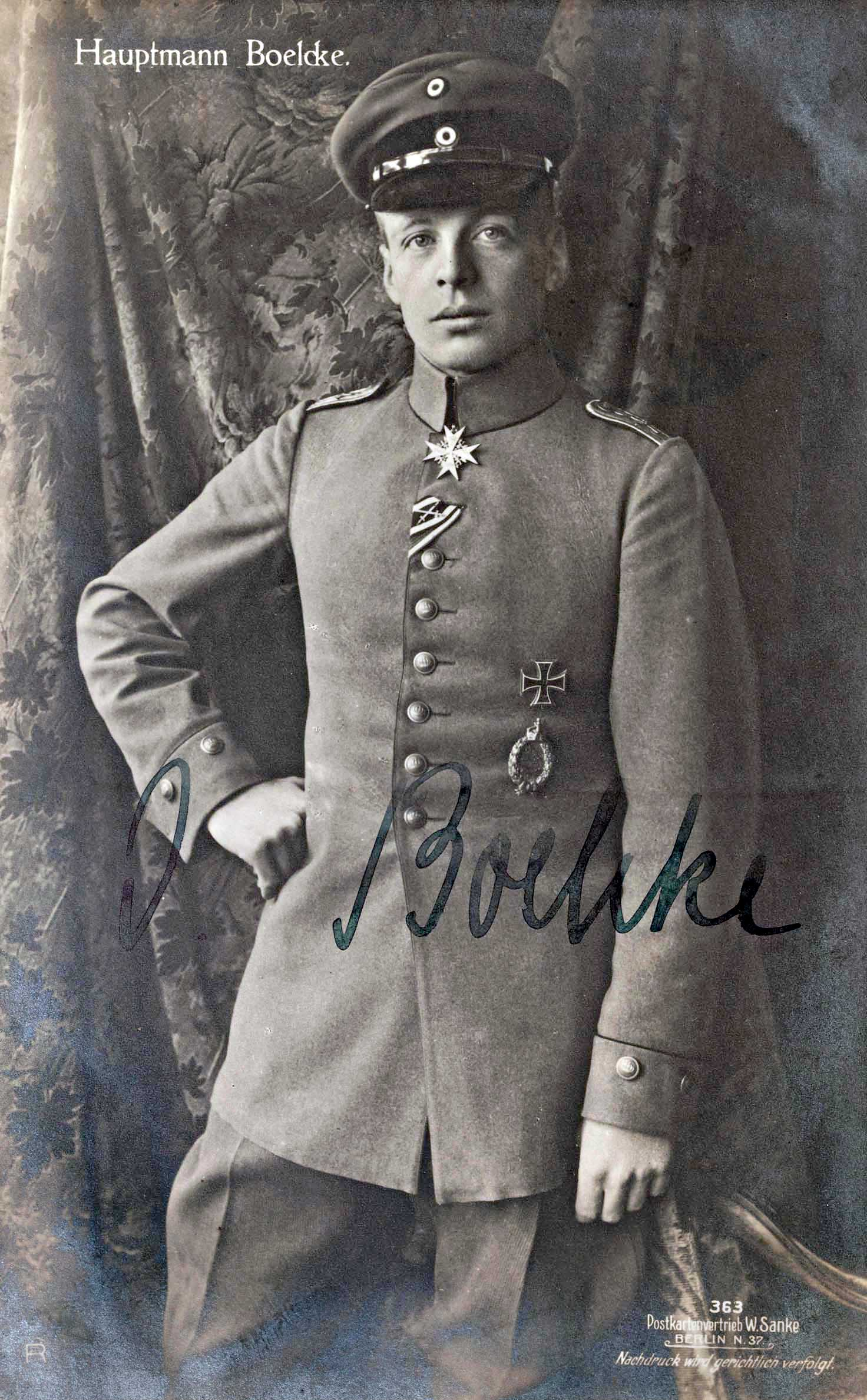
Освальд Болке
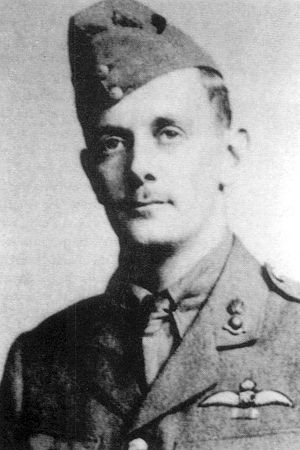
Лано Джордж Хоукер